# 1960年夏季残疾人奥林匹克运动会芬兰代表团
1960年夏季残疾人奥林匹克运动会芬兰代表团是芬兰派出的1960年夏季残疾人奥林匹克运动会代表团。获得1枚金牌。